# Vale Flor, Carvalhal e Pai Penela
Vale Flor, Carvalhal e Pai Penela (oficialmente: União das Freguesias de Vale Flor, Carvalhal e Pai Penela) é uma freguesia portuguesa do município de Mêda, com 34,64 km² de área e 255 habitantes (censo de 2021). A sua densidade populacional é 7,4 hab./km².

## História
Foi criada aquando da reorganização administrativa de 2012/2013,  resultando da agregação das antigas freguesias de Vale Flor, Carvalhal e Pai Penela.

## Demografia
A população registada nos censos foi:
| Distribuição da População por Grupos Etários | Distribuição da População por Grupos Etários | Distribuição da População por Grupos Etários | Distribuição da População por Grupos Etários | Distribuição da População por Grupos Etários | Distribuição da População por Grupos Etários |
| -------------------------------------------- | -------------------------------------------- | -------------------------------------------- | -------------------------------------------- | -------------------------------------------- | -------------------------------------------- |
| Antes da agregação                           |                                              |                                              |                                              |                                              |                                              |
| Ano                                          | 0-14 anos                                    | 15-24 anos                                   | 25-64 anos                                   | >= 65 anos                                   | Total                                        |
| 2001                                         | 46                                           | 42                                           | 186                                          | 182                                          | 456                                          |
| 2011                                         | 31                                           | 18                                           | 122                                          | 155                                          | 326                                          |
| Após a agregação                             |                                              |                                              |                                              |                                              |                                              |
| Ano                                          | 0-14 anos                                    | 15-24 anos                                   | 25-64 anos                                   | >= 65 anos                                   | Total                                        |
| 2021                                         | 7                                            | 25                                           | 103                                          | 120                                          | 255                                          |